# 招商局港口控股
招商局港口控股有限公司（China Merchants Port Holdings Company Limited，港交所：144）是招商局集團屬下旗艦公司，創辦於1992年，同年以紅籌公司名義於香港交易所上市的綜合企業公司，是首家在香港上市的紅籌公司。在2004年9月亦成為香港33隻恒生指數成份股（藍籌股）公司之一。
招商局港口主要業務是港口業務、集裝箱生產及相關業務，收費公路業務、房地產業務及油輪業務。公司在香港註冊，主席為鄧仁杰，但是已把油漆製造和公路業務出售。
2018年6月20日招商局港口與深圳赤灣進行資產重組，根據協議深圳赤灣港航（招商港口集團前身）將於246.5億元人民幣，向招商局投資發展收購招商局港口12.69億股，相當於38.72%股權，為了支付上述收購，深圳赤灣將發行11.48億股A股給招商局集團，相當於64.05%股權。完成重組之後，招商局集團將間接持有深圳赤灣87.8%股權，並將維持為招商局港口的最終控股股東。

## 歷史
公司前身為招商局集团旗下生產船舶油漆的海虹集团有限公司，1992年7月15日，海虹集团正式在香港联交所挂牌，开创了中资公司在香港上市的先河。1994年，海虹集团更名为“招商局海虹控股有限公司”（招商局海虹）。随后，招商局集团不断向招商局海虹注入香港和内地港口码头、公路、集装箱生产等资产，使招商局海虹从一家油漆业务公司转型为香港和内地港口码头业务为核心资产的码头运营商，并成为招商局的旗舰公司。1997年，招商局海虹更名为“招商局国际有限公司”。1999年，招商局国际确立了以港口營運为主的核心业务。2016年8月，更名为招商局港口控股有限公司。

## 公司業務

### 港口業務
- 香港
  - 現代貨箱碼頭有限公司：是香港葵涌貨櫃碼頭4個集裝箱碼頭營運商之一，現時擁有並經營葵涌碼頭的1號、2號、5號及9號（南）碼頭。（間接持有27.01%股份）[3]
  - 招商局貨櫃服務有限公司：位於香港青衣島，提供24小時多元化的貨櫃處理服務，為香港最主要的中流作業企業之一。
  - 港瑞物流有限公司
- 蛇口
  - 蛇口集裝箱碼頭（MEGA SCT Ltd）：是深圳市最早的一家專業化集裝箱碼頭。由招商局國際及香港現代貨箱碼頭公司共同擁有(招商局國際佔80%權益)。
  - 赤灣集裝箱碼頭有限公司已出售
  - 深圳赤灣港航股份有限公司已出售
  - 招商港務（深圳）有限公司
  - 深圳海星港口發展有限公司（67%權益）
  - 深圳媽灣項目（70%權益）已出售
  - 深圳市招商局海運物流有限公司
  - 深圳前海灣物流園區
  - 南山开发集团

- 中山
  - 中山港51%股權
- 2017年9月11日旗下附屬赤灣港航以總代價4.85億元人民幣（約5.8億港元），向中航投資收購中山港集團51%股權。

- 漳州
  - 漳州招商局碼頭有限公司：是廈門灣主要的集裝箱及散雜貨碼頭。
- 青島
  - 青島前灣聯合集裝箱碼頭公司（50%）
- 寧波
  - 寧波大榭招商國際碼頭有限公司
- 上海
  - 上海國際港務（30%）
- 天津
  - 天津五洲國際集裝箱碼頭有限公司
- 多哥
- 2012年8月30日斥資1.5億歐羅（約14.6億港元）收購Thesar

Maritime Limited（TML）50%股權，據多哥政府於去年底授出的特許協議，TML擁有開發及營運洛美集裝箱碼頭項目35年特許權，另可再延續10年
- 吉布提港
- 2012年12月30日招商局國際收購位於吉布提港口之合營Port de Djibouti S.A 23.5%股權，現金代價1.85億美元。

- 法國
- 2013年1月25日招商局國際斥資4億歐元（約41.7億港元）收購持有法國、摩洛哥、馬耳他、美國、象牙海岸、比利時、中國及韓國各地的集裝箱港口不同比例權益的法國企業Terminal Link49%股權

Terminal Link現時由法國大型航運集團CMA CGM（法國達飛海運集團）全資持有
- 巴西
- 巴拉那瓜港
- 2017年9月5日招商局港口斥72.28億港元收購巴西TCP的90％股權，後者主要在巴拉那瓜港口營運巴西第二大集裝箱碼頭

- 斯里蘭卡
- 漢班托塔港
- 2017年7月25日斯里蘭卡將和招商局港口簽署一單11.6億美元的協議，其中招商局港口斥资9.74億美元收購漢班托塔港國際港口集團85%股份，餘下1.46億美元將存入斯里蘭卡政府銀行帳戶，用於港口及運相關業務，特許經營協議為期99年

- 澳洲
- 紐卡索港50%
- 2018年2月6日招商局港口以6.075億澳元，相等于约38.09億港元向主要股東及招商局集團的聯繫人及Gold Newcastle Property Pty Holding Limited （'Gold Newcastle'，CMU的全資附屬公司）收購澳洲東岸最大的港口Port of Newcastle紐卡索港50%权益

### 海运物流信息化
- 招商局国际信息技术有限公司（简称：招商国际信息；英文缩写：CMHIT；原名：港航网络；）成立于2001年，注册资金已达五千万。由招商局国际有限公司和深圳赤湾港航股份有限公司共同投资组建，是招商局国际有限公司旗下唯一一家专门研发港口系统，从事海运物流信息化服务和提供海运物流信息化解决方案的高科技企业。发展至今，主要服务与中国深圳西部港区。自主研发的码头操作管理系统，已达到国际先进水平。

### 集裝箱製造
- 中國國際海運集裝箱（集團）股份有限公司：是全球規模最大、品種最齊全的集裝箱製造集團，目前國際市場份額超過50%，招商局國際是其單一最大股東。

### 收費公路業務
- 招商局亞太有限公司：新加坡上市公司，擁有位於中國廣西自治區的桂柳高速公路40％股權、貴州省貴黃公路60％股權、廣東省羅梅公路33.4%股權、浙江省甯鎮駱公路60%股權（2006年3月31日以1.675億港元出售）及余姚公路60％股權。於2007年5月23日以總對價29.5億港元出售悉數權益予招商局集團間接全資附屬公司──招商局香港有限公司。

香港西區隧道有限公司：香港行車隧道公司，於1994至96年動工興建，為通往香港島之第三者行車隧道。

## 外部連結
- cmport.com.hk
- CMA CGM (Hong Kong) Limited - 香港中文網站主頁